# Tatiana Andreoli
Tatiana Andreoli, född 1 januari 1999, är en italiensk bågskytt. Hon deltog vid olympiska sommarspelen 2020.